# Betmen Nindža

Betmen Nindža (ニンジャバットマン, Ninja Batman) je Američko-Japanski animirani superherojski film koji je izašao 2018. i koji je režirao Džunpei Mizusaki, proizveo Warner Bros. i animiran od strane Kamikaze Douge i YamatoWorks-a, koji prikazuje DC Comics lika Betmena i nekoliko njegovih saveznika i neprijatelja kako putuju kroz vreme do feudalnog Japana. Takaši Okazaki, kreator Afro samurai-a, je dizajner likova za film. Prvi poster je otkriven 5. oktobra, 2017., i trejleri su izbačeni kasnije 1. decembra, 2017.
Film je izašao u Sjedinjenim Državama u digitalnom formatu 24. aprila, 2018.: objavljen u fizičkom formatu 8. Maja i teatralno u Japanu 15. juna. U Američkom izdanju, pisci Leo Ču i Erik Garsia su priznali da su preradili film od originalnog Japanskog rukopisa koji je napisao Kazuki Nakašima, na kraju praveći dve veoma različite verzije istog filma.
Nastavak, Betmen Nindža protiv Jakuza Lige, je najavljen.

## Radnja
Dok se botio sa Gorila Grodom u Arkham Asylum-u, Betmen je uhvaćen u Grodovoj Quake Engine mašini za pomeranje vremena i poslat u feudalni Japan. Tamo, gone ga Ašigaru samurai vojnici koji rade za Džokera. Tokom njegovog bega, Betmen sreće Žena-mačku, koja otkriva da su svi došli dve godine ranije pošto je Betmen bio u najudaljenijem području od Quake Engine-a. Uči od nje da su svi vrhunski kriminalci Gotam sitija postali feudalni gospodari nakon što su prevarili Sengoku daimjo-e, boreći se jedni s drugim dok samo jedna država ne ostane. Da bi zaustavili zlikovce da promene istoriju, Betmen i Žena-mačka moraju doći do Quake Engine-a u Arkham Zamku (prethodno Asylum-u).
Betmen pronalazi da je Alfred Penivort isto u prošlosti i da je napravio Betpećinu izvan Edo-a. Kada Džokerovi pomoćnici napadnu skrovište, Betmen juriša u svom Betmobilu prema Arkham Zamku, koji se transformisao u robotsku tvrdjavu. Dok se Betmen suočava sa Džokerom, primoran je da ode i spasi majku i dete da ih ne bi smrskala ruka robota. Transformiše njegov Betcikl u oklopno odelo da bi porazio Bejna i zaustavio ruku robota, samo da bi shvatio da je majka u stvari prerušena Harli Kvin. Kada su Betmana opkolili Džokerovi pomoćnici, spašavaju ga nindže koje vodi Eian iz Bet Klana Hide.
Betmen saznaje da je Bet Klan pomogao Najtvingu, Red Hoodu, Red Robinu i Robinu pri njihovom dolasku i da je klan pratio proročanstvo stranog bet nindže koji će vratiti red u zemlji. Robin daje Betmenu pozivnicu od Groda do obližnjeg vrela. Tamo, Grod objašnjava da je nameravao da pošalje zlikovce ovde kako bi zauzeo Gotam ali je Betmonovo mešanje poslalo njih u feudalni Japan umesto toga. Betmen i Grod se slože da sarađuju da bi se vratili do Gotama. Betmen, Grod, Žena-mačka, Bet-porodica i Bet Klan se bore protiv Džokera i njegovih snaga pored reke.
Oni pobeđuju Džokera i Harli ali Grod izdaje Betmena, otkrivajući svoju saradnju sa Tu-Fejsom pre nego što Džoker i Harli pobegnu i eksplodiraju svoj brod, uzevši Betmena sa sobom. Uhvativši pretvarač snage od Harli, Žena-mačka pokušava da se cenka s Grodom da je vrati u Gotam; medjutim, moraju dobiti druge pretvarače snage od Pingvina, Otrovne Ajvi i Detstrouka da bi upotpunili Quake Engine. Dva dana kasnije, Betmen se oporavlja od svojih rana i podstiče Bet-porodicu da nuči puteve nindži kako bi pobedili Groda.
Red Hood locira Džokera i Harli ali Betmen shvata da su izgubili svoja sećanja od eksplozije i da žive kao farmeri. Mesec dana kasnije, zlikovci mobilišu njihove robotske dvorce za borbu u "Polju Pakla". Betmen vodi Bet-porodicu i Bet Klan na bojno polje. Nakon što su porazili ostale zlikovce, Grod ih kontroliše s namerom da sam vlada Japanom. Džoker i Harli upadnu u njegovu žurku odozgo, vraćajući svoj zamak od Groda. Bet-porodica spašava Ženu-mačku i Groda pre nego što Džoker spoji sve dvorce u super robota Lorda Džokera.
Povređeni Grod daje kontrolu njegove vojske majmuna Betmenu. Robin in omogućava da se spoje u ogromnog samurai majmuna, koji se spoji sa rojem šišmiša i postaje "Betbog". Džoker otkriva Betmenu da dok su bili farmeri, on i Harli su zasadili posebno cveće koje im je vratilo sećanja nakon cvetanja. Dok dvorac pada, Džoker i Betmen se upuste u borbu mačevima. Koristeći njegove nindžucu veštine, Betmen pobeđuje Džokera. Sa Džokerom i zlikovcima pobeđenim, Bet Klan počinje da obnavlja feudalni Japan i Bet-porodica vraća zlikovce do sadašnjice. 
U srednjoj kreditnoj sceni, Žena-mačka prodaje oružje i garnituru od robotskih zamkova prodavnici antikviteta, dok Brus jaše Betmobil koji vuču konji do zabave koju je priredio gradonačelnik.

## Glasovni glumci
| Lik | Japanski glasovni glumac | Engleski glasovni glumac |
| --- | ------------------------ | ------------------------ |
| Brus Vejn/Betmen: Moćni superheroj koji obično živi u Gotam Sitiju. Nakon što je teleportovan do feudalnog Japana, ima poteškoća da se prilagodi ali na kraju pridobije poverenje Bet Klana. Isto razvije čudan odnos s Gorila Grodom i produbljuje vezu s Žena-mačkom. Nakon što se vratio u sadašnjost, koristi svoje veštine koje je naučio u Japanu da zaštiti prijatelje. | Kōichi Jamadera          | Rodžer Kreg Smit         |
| Džoker: Sadistički, opasni i psihopatski kriminalac genije i gospodar zločina koji, pri svom dolasku u feudalni Japan, postaje snalažljiv kralj. Ima duboku vezu s Harli Kvin, koja ga voli toliko da mu se bezumno pokorava. Nasuprot većini verzija Džokera, ovaj je vešt borac koji nosi oštre lepeze i katane.                                                             | Vataru Takagi            | Toni Hejl                |
| Selina Kajl/Žena-mačka: Zavodljiv ali vešt lopov koji ima ljubav-mržnja odnos sa Betmenom. | Ai Kakuma                | Grej Grifin              |
| Harli Kvin: Džokerova devojka koja je možda još luđa nego on. U ovom filmu, ona je isto majstor prerušavanja, pretvarajući se da je žena koja će biti zgnječena od Džokerovog meka robota i čak zavarava Betmena. | Rie Kugimija             | Tara Strong              |
| Alfred Penivort: Betmenov sarkastični, inteligentni batler koji služi kao de facto vođa Bet-porodice dok Betmen nije tu. | Hōčū Ōcuka               | Adam Krousdel            |
| Gorila Grod: Jaka, misteriozna i pametna gorila koja je genetski modifikovana i ima moć da kontroliše umove. | Takehito Kojasu          | Fred Tatasior            |
| Najtving: Originalni Robin, koji je sada majstor nindža. On je radoznao i ima kratkotrajan fitilj ali mu je stalo do Bet-porodice. | Daiske Ono               | Adam Krousdel            |
| Dejmien Vejn/Robin: Sin Betmena i trenutni Robin. Kao i Najtving, on ima nindža trening pošto ga je odgajala Liga Ubica. | Jūki Kadži               | Juri Louental            |
| Džejson Tod/Red Hood: Drugi Robin, koji je ubijen od strane Džokera i koji je postao Red Hood nakon što ga je oživela Lazaruseva Jama. | Akira Išida              | Juri Louental            |
| Tim Drejk/Red Robin: Treći Robin. On je vešt detektiv, sličan Betmenu i koristi Bo. | Kengo Kavaniši           | Vil Fridl                |
| Detstrouk: Ubica i povremeni neprijatelj Betmena. Slep u jednom oku, želi da ubije Betmana po bilo koju cenu, verovatno radi zabave. | Džuniči Suvabe           | Fred Tatasior            |
| Otrovna Ajvi: Brilijantan ali sociopatski eko-terorista koji može kontrolisati biljke i druge ljude. | Acuko Tanaka             | Tara Strong              |
| Tu-Fejs: Bivški pravnik kome je Sal Maroni naneo ožiljke i koji je postao kriminalac. Oslanja se na novčić da planira svoj sledeći potez. | Tošijuki Morikawa        | Erik Bauza               |
| Pingvin: Unakažen ali uvažen aristokrat, Osvald Koblpot se savršeno uklapa sa tendencijama Japanske zajednice. On upostavlja svog robota da izgleda kao glečer iznutra kako bi se osećao kao kod kuće. | Čō                       | Tom Keni                 |
| Bejn: Opasni ubica koji dobija svoju snagu zbog steroida Venoma. | Kenta Mijake             | Kenta Mijake             |
| Eian: Lider Bet Klana, koji obožava Betmena kao boga. | Jōdži Ueda               | Metju Jang King          |
| Monkiči: Majmun kojeg Robin usvaja. On je prijatelj sa Monmi i poverena mu je frula koja može da kontroliše druge majmune. | Ana Mugiho               | Ana Mugiho               |
| Monmi: Priatelj Monkičia koji pomaže u poslednjoj bici. | Džuri Nagacuma           | Džuri Nagacuma           |

## Marketing
Bandai je izbacio S.H.Figuarts figurice Nindža Betmena i Demon Kralja Džoker u sredini 2018. godine.
Nendoroid figurice Pop Tim Epik likova Popuko i Pipimi, obučeni kao Betmen i Džoker, su bile izložene u Warner Bros. štandu na AnimeJapanu 2018. godine. To je predložio Džunpei Mizusaki u Kamikaze Dougi; studiu koji je animirao i ovaj film i Pop Tim Epik. Krosover figurice je pratio 15-sekundna TV reklama, gde Popuko I Pipimi (u prethodno spomenutim kostimima) ponavljaju skeč iz Pop Tim Epik stripova pre nego što se pojavi Betmen Nindža scena.
Manga adaptacija od strane Masato Hise je serijalizovana u Monthly Herovom časopisu od 30. juna 2018. do 1. septembra 2019. godine. Sakupljen je u dva toma.

## Odziv
Na vebsajtu agregatora recenzija Rotten Tomatoes, film je dobio ocenu odobrenja od 82% na osnovu 17 recenzija, sa prosečnom ocenom od 6.6/10.
IGN je nagradio Betmen Nindžu ocenom 9.7 od 10, govoreći, "DC je pokušao nešto novo tako što je doveo Japanske animatore vizionare da ponude osvežavajući pogled na jednom od najviše voljenih likova kompanije, i gotov proizvod nije samo izgrađen na velikim adaptacijama koje su došle pre, nego ih je i nadmašio."
Film je dobio 793,653 dolara od domaće prodaje DVD-eva i 3,083,838 od domaćih prodaja Blu-raya, čime je ukupna zarad od domaćih video snimaka iznosila $3,877,491.
U 2020., manga adaptacija je osvojila Seiun Nagradu za Najbolji Strip.

## Nastavak
Nastavak, Betmen Nindža protiv Jakuza Lige je najavljen, sa ekipom i glumcima koji se vraćaju da ponove svoje uloge.